# São Jorge (Granada)
São Jorge (em inglês: Saint George's, nome também usado em português) é a capital e maior cidade de Granada, é também a capital da paróquia de São Jorge (Saint George em inglês). Está localizada em uma pequena península na costa sudoeste na ilha. A cidade foi a capital da antiga colônia britânica das ilhas de Barlavento.
A cidade é rodeada por encostas de uma antiga cratera vulcânica.
Os principais produtos de exportação são: cacau, noz-moscada, especiarias da noz-moscada e banana.
A cidade é um popular destino turístico das Caraíbas (Caribe em português brasileiro).

## História
São Jorge foi fundada pelos franceses em 1650 e foi capital das ilhas de Barlavento, antiga colônia britânica, de 1885 a 1958.

## Geografia

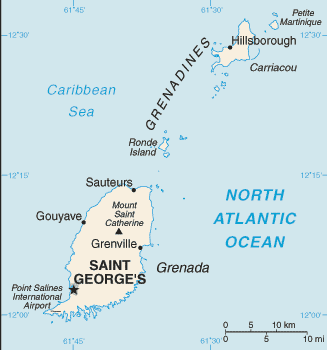
Localização de São Jorge em Granada

- Latitude: 12° 3' 0" Norte
- Longitude: 61° 45' 0" Oeste
- Altitude: 25 metros

## Demografia
População da cidade de acordo com os últimos censos:
- 1981: 4 788 habitantes
- 1991: 4 520 habitantes
- 2001: 3 908 habitantes